# Bernhard I, Duce de Saxa-Meiningen
Bernhard I, Duce de Saxa-Meiningen (10 septembrie 1649 – 27 aprilie 1706) a fost Duce de Saxa-Meiningen.

## Biografie
El a fost al șaselea fiu însă al treilea care a supraviețuit copilăriei al lui Ernst I, Duce de Saxa-Coburg-Altenburg și a Elisabeth Sophie de Saxa-Altenburg.
După decesul tatălui său în 1675, ducatul a fost împărțit între cei șapte fii în viață ai ducelui. Bernhard a primit Meiningen, Wasungen, Salzungen, Untermassfeld, Frauenbreitungen și Ichtershausen și a devenit fondatorul liniei de Saxa-Meiningen.

Construcția reședinței oficiale din Meiningen a început imediat. Palatul a fost finalizat în 1692 și denumit Elisabethenburg, în onoarea celei de-a doua soții a lui Bernhard. La fel ca în cazul fratelui său Ernst, stabilitatea financiară a ducatului a fost remaarcabilă. 
Prin testament Bernhard a ordonat indivizibilitatea ducatului. Acest lucru a permis fiiilor săi să guverneze ducatul de comun acord, după moartea sa.

## Căsătorii și copii
La 20 noiembrie 1671 el s-a căsătorit la castelul Friedenstein din Gotha cu Marie Hedwig de Hesse-Darmstadt. Cuplul a avut șapte copii:
1. Ernst Ludwig I, Duce de Saxa-Meiningen (n. 7 octombrie 1672, Gotha – d. 24 noiembrie 1724, Meiningen).
2. Bernhard (n. 28 octombrie 1673, Gotha – d. 25 octombrie 1694, Bruxelles).
3. Johann Ernst (n. 29 decembrie 1674, Gotha – d. 8 februarie 1675, Gotha).
4. Marie Elisabeth (n. 11 august 1676, Ichtershausen – d. 22 decembrie 1676, Ichtershausen).
5. Johann Georg (n. 3 octombrie 1677, Ichtershausen – d. 10 octombrie 1678, Ichtershausen).
6. Frederick Wilhelm, Duce de Saxa-Meiningen (n. 16 februarie 1679, Ichtershausen – d. 10 martie 1746, Meiningen).
7. Georg Ernst (n. 26 martie 1680, Ichtershausen – d. 1 ianuarie 1699, Meiningen); a murit de variolă

S-a căsătorit a doua oară la 25 ianuarie 1681 la Schöningen cu Elisabeth Eleonore de Brunswick-Wolfenbüttel. Cuplul a avut cinci copii:
1. Elisabeth Ernestine (n. 3 decembrie 1681, Meiningen – d. 24 decembrie 1766, Gandersheim), stareță de Gandersheim în perioada 1713–1766.
2. Eleonore Frederika (n. 2 martie 1683, Meiningen – d. 13 mai 1739, Meiningen), călugăriță la Gandersheim.
3. Anton August (n. 20 iunie 1684, Meiningen – d. 7 decembrie 1684, Meiningen).
4. Wilhelmine Luise (n. 19 ianuarie 1686, Meiningen – d. 5 octombrie 1753, Bernstadt), căsătorită la 20 decembrie 1703 cu Karl, Duce de Württemberg-Bernstadt.
5. Anton Ulrich, Duce de Saxa-Meiningen (n. 22 octombrie 1687, Meiningen – d. 27 ianuarie 1763, Frankfurt).

## Arbore genealogic
1. ↑  Czech National Authority Database, accesat în 29 ianuarie 2023
2. ↑  Czech National Authority Database, accesat în 9 februarie 2023